# Reacció de Suzuki
La reacció de Suzuki és una reacció orgànica d'un àcid borònic arílic o vinílic amb un halur arílic o vinílic catalitzada per un complex de pal·ladi (0), com el tetrakis(trifenilfosfina)pal·ladi(0), Pd(PPh₃)₄.
Aquesta reacció ser publicada per primer cop l'any 1979 pel químic japonès Akira Suzuki, a qui se li concedí el Premi Nobel de Química el 2010 per aquest descobriment i el seu posterior desenvolupament.

## Mecanisme
La millor forma d'observar el mecanisme de la reacció de Suzuki és a través del catalitzador de pal·ladi. El primer pas és l'addició oxidant del pal·ladi a l'halur 2 per formar l'espècie d'organopal·ladi 3. La reacció amb una base rendeix l'intermedi 4, que a través d'una transmetal·lació amb el complex borat 6 forma l'espècie d'organopal·ladi 8. L'eliminació reductora del producte 9 regenera el catalitzador de pal·ladi original.